# Patriarcato di Alessandria dei Copti

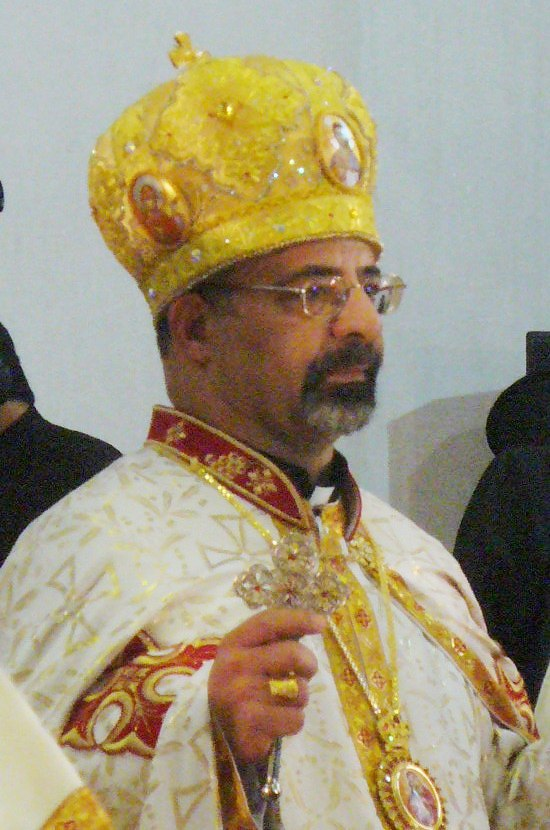
Ibrahim Isaac Sidrak, patriarca dal 15 gennaio 2013.

Il patriarcato di Alessandria dei Copti (in latino Patriarchatus Alexandrinus Coptorum) è una Chiesa patriarcale sui iuris della Chiesa cattolica.
È retto dal patriarca Ibrahim Isaac Sidrak, eletto dal Santo Sinodo della Chiesa cattolica copta il 15 gennaio 2013 e intronizzato il 12 marzo successivo.

## Territorio
La giurisdizione patriarcale si estende su tutti fedeli copti nel mondo. Tuttavia, non vi sono diocesi copte-cattoliche al di fuori dell'Egitto.
Sede del patriarca è la città del Cairo. Diocesi propria del patriarcato è l'eparchia di Alessandria dei Copti, dove si trova la cattedrale di Nostra Signora d'Egitto.
Il patriarca cattolico copto è membro di diritto del Consiglio dei patriarchi cattolici d'Oriente.

## Storia
Nel 1741 un vescovo copto di Gerusalemme Amba Athanasius, si convertì al cattolicesimo. Papa Benedetto XIV lo nominò vicario apostolico della piccola comunità (circa 2.000 persone) che lo seguì nella sua conversione. Sebbene Athanasius in seguito fece ritorno alla Chiesa copta ortodossa, una linea di vicari apostolici cattolici continuò dopo di lui.
Il 20 marzo 1815 con il breve Apostolatus officium di papa Pio VII il vicariato apostolico fu elevato al grado episcopale: i vicari quindi dovevano essere consacrati vescovi.
Il 15 agosto 1824 papa Leone XII con la bolla Petrus Apostolorum eresse un patriarcato per i cattolici copti, che però rimase soltanto sulla carta. Le autorità ottomane permisero ai cattolici copti di costruire chiese proprie a partire dal 1829.
Dopo una lunga serie di vicari apostolici, il 15 marzo 1895 papa Leone XIII elevò alla carica di vicario apostolico il sacerdote Giorgio Makarios, che prese il nome di Cirillo, con il titolo di vescovo di Cesarea di Filippo. Appena eletto Makarios guidò a Roma un pellegrinaggio di fedeli copti cattolici che chiedevano, alla Sede apostolica, di ristabilire il loro patriarcato. Papa Leone XIII acconsentì e con la bolla Christi Domini del 26 novembre 1895 rifondò il patriarcato cattolico copto di Alessandria.
Oltre all'eparchia patriarcale con residenza al Cairo, il patriarcato aveva allora due eparchie suffraganee: Ermopoli Maggiore, con residenza a Minya (250 km a sud del Cairo), e Tebe, con residenza a Luxor (nell'Alto Egitto). Il numero dei copti cattolici, che allora era di circa 5.000 anime, cominciò a crescere rapidamente tanto che nel 1907 raggiunse le 14.576 anime e nel 1959 toccò quota 80.580. Per dare una disciplina al nuovo Patriarcato, fu celebrato nel 1898 al Cairo un sinodo, che fu poi riveduto ed approvato a Roma.
Il vescovo Cirillo fu promosso primo patriarca nel concistoro del 19 giugno 1899. Dopo alcuni anni di fruttuoso apostolato ebbe delle difficoltà, nel 1908 diede le dimissioni e ritornò alla Chiesa copta ortodossa. Superato un periodo di smarrimento il patriarcato rimase vacante e fu perciò retto da un amministratore apostolico fino al 10 agosto 1947, quando fu elevato alla dignità patriarcale Marco II Khouzam; durante questo periodo fu eretta l'eparchia di Licopoli con sede ad Assiut.
Dal 1958 al 1986 fu patriarca Stephanos I Sidarouss, seguito da Stéphanos II Ghattas, dal 1986 al 2006 e da Antonios Naguib, dal 2006 al 2013. Questi tre patriarchi sono stati creati cardinali rispettivamente da Paolo VI, Giovanni Paolo II e Benedetto XVI. L'attuale patriarca è Ibrahim Isaac Sidrak, eletto il 15 gennaio 2013.

## Cronotassi
Si omettono i periodi di sede vacante non superiori ai 2 anni o non storicamente accertati.

### Vicari apostolici
- Athanasios † (1741 - 1744 passato alla Chiesa copta ortodossa)
  - Justus Maraghi † (1744 - 1749 ?) (vicario generale)
- Jean Farargi † (1781 - 1788 deceduto)
- Mathieu Righet † (21 aprile 1788 - 1822 deceduto)
- Maximus Givaid † (15 agosto 1824 - 30 agosto 1831 deceduto) (con il titolo di patriarca)
- Théodore Abou-Karim † (22 giugno 1832 - 28 settembre 1855 deceduto)
- Athanase Khouzan † (2 ottobre 1855 - 17 febbraio 1864 deceduto)
- Agabio (Agapios) Bsciai (Bishai) † (3 febbraio 1866 - 1878 dimesso)
  - Antoun di Marco (Morcos) † (1878 - 1887) (visitatore apostolico)
  - Antoun Nabad † (1887 - 1889) (provicario)
  - Simon Barraia † (agosto 1889 - dicembre 1892) (provicario)
  - Antoun Kabes † (dicembre 1892 - 1895) (provicario)
- Kyrillos Makarios † (18 marzo 1895 - 19 giugno 1899 nominato patriarca) (amministratore apostolico e vicario patriarcale)

### Patriarchi della Chiesa cattolica copta
- Maximus Givaid † (15 agosto 1824 - 30 agosto 1831 deceduto)
  - Sede amministrata da vicari o provicari apostolici (1831-1899)
- Kyrillos Makarios † (19 giugno 1899 - 18 maggio 1908 dimesso)
  - Maximos Sedfaoui † (1908 - 13 gennaio 1925 deceduto) (amministratore apostolico)
  - Markos Khouzam † (30 dicembre 1927 - 9 agosto 1947 eletto patriarca) (amministratore apostolico)
- Markos II Khouzam † (10 agosto 1947 - 2 febbraio 1958 deceduto)
- Stephanos I Sidarouss, C.M. † (10 maggio 1958 - 24 maggio 1986 ritirato)
- Stéphanos II Ghattas, C.M. † (9 giugno 1986 - 27 marzo 2006 ritirato)
- Antonios Naguib † (30 marzo 2006 - 15 gennaio 2013 ritirato)
- Ibrahim Isaac Sidrak, dal 15 gennaio 2013